# ربيع الأبلق
ربيع الأبلق هو أحد معتقلي حراك الريف بالحسيمة، ويشتهر بدخوله في إضرابات عن الطعام متعددة احتجاجًا على أوضاع سجنه ومعاملته. يعتبر ربيع الأبلق صاحب أطول سلسلة إضراب عن الطعام في تاريخ سجون المغرب حيث بلغ مجموع أيام إضرابه 284 يوما.
وصلت مدة اضرابات الأبلق عن الطعام 40 يومًا  لعدة مرات، حيث كان يتم نقله للمستشفى من أجل العلاج. تجاوزت المدة الإجمالية لإضراباته المتفرقة عن الطعام 284 يوما.

## مسيرته
كان ربيع الأبلق مراسلاً للصحيفة الالكترونية بديل (التي أسسها الصحافي المعتقل بدوره حميد المهداوي) بمدينة الحسيمة، وشارك في حراك الريف رفقة عدد من سكان المدينة أبرزهم ناصر الزفزافي.
اعتقل ربيع يوم 28 مايو 2017 بمدينته الحسيمة وحسب منظمة العفو الدولية يشتبه في أن يكون تعرض للتعذيب رفقة 65 حالة أخرى. حكم على ربيع الأبلق بخمس سنوات سجنا نافذا يقضيها في سجن «طنجة 2».
يوم 6 سبتمبر 2019، بدأ ربيع الأبلق إضرابا جديدا عن الطعام  مشيرا إلى أنه لن يوقف إضرابه إلا بتحقيق مطالبه، ومطالب معتقلي الريف السياسيين.

## لائحة إضراباته عن الطعام ومدتها
- 28 مايو 2017 - 18 يوما
- 26 يوليو 2017 - 39 يوما [2]
- 8 سبتمبر 2017 - 48 يوما (منها 8 أيام بدون ماء) [9]
- 9 نوفمبر 2017 - 12 يوما (منها 6 أيام بدون ماء)
- 29 يونيو 2018 - 42 يوما (منها 7 أيام بدون ماء)[10]
- 30 أغسطس 2018 - 6 أيام
- 10 نوفمبر 2018 - 5 أيام (إضراب شامل عن الطعام والماء والسكر)
- 27 نوفمبر 2018 - 9 أيام
- 2 يناير 2019 - 10 أيام
- 20 مارس 2019 - 46 يوما (منها 11 يوما بدون ماء) [11]
- 6 شتنبر 2019 - 54 يوما